# Neoitamus socius
Neoitamus socius är en tvåvingeart som först beskrevs av Friedrich Hermann Loew 1871.  Neoitamus socius ingår i släktet Neoitamus och familjen rovflugor. Arten är reproducerande i Sverige. Inga underarter finns listade i Catalogue of Life.

## Bildgalleri

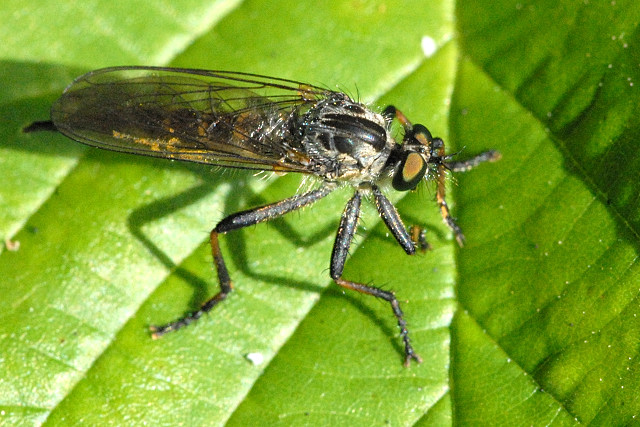
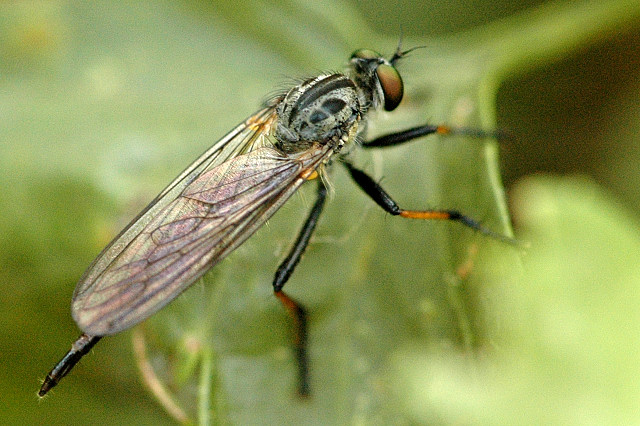
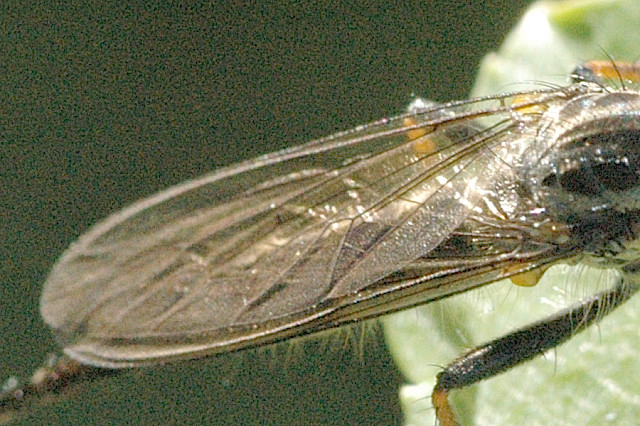